# Stadscentrum (Zoetermeer)

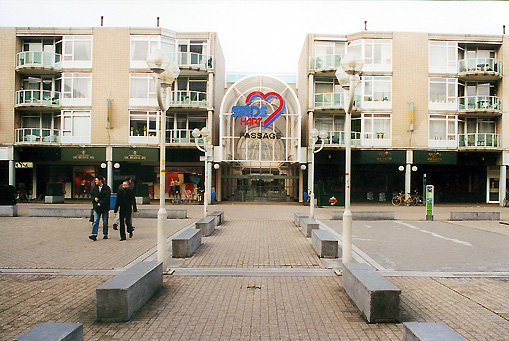
Het Stadshart, entree Passage aan het Stadhuisplein

Het Stadscentrum is een wijk van Zoetermeer, in de Nederlandse provincie Zuid-Holland.

## Stadshart
Het belangrijkste onderdeel van het stadscentrum is het Stadshart met meer dan 200 winkels en vele horecavoorzieningen en kantoren, waaronder het stadhuis van Zoetermeer. Deze laatste heeft ook een eigen sneltramhalte.

## Spazio
Aan de westkant van het Stadshart bij halte Centrum-West werd er tussen 2003 en 2005 gewerkt aan het project Spazio, waarin diverse winkels inmiddels hun deuren voor het winkelend publiek hebben geopend.
Het Spazio is omringd door drie woontorens van 80 en 70 meter hoog en een kantoortoren. Te midden van het Spazio is er een UFO te zien, waarin een fitnessschool gevestigd is. Op 29 oktober 2005 werd het Spazio officieel geopend.